# Carlos Torres Vila (cantante)
Carlos Alberto Torres Vila (Los Toldos, Buenos Aires, 9 de noviembre de 1946 - San Miguel, Provincia de Buenos Aires, 16 de julio de 2010) fue un cantante melódico y folclórico argentino.

## Biografía
Fue revelación del festival de Baradero en el año 1969 y del Festival de Cosquín en 1970, siendo uno de los primeros solistas en introducir el denominado "folclore romántico", mezcla de música tradicional argentina y canciones melódicas, bajo esta vertiente batió varios récords de venta en la década del '70 con sus grabaciones.
En 1977 decidió volcarse totalmente a la faz melódica, sus discos Consagración, Que Romántico y Me vas a echar de menos así lo demuestran.
En 1982 su LP El Retorno de Carlos Torres Vila marca su vuelta al estilo de siempre y que ya no abandonaría.
Aunque en la década de 1990 tuvo un parate a nivel grabaciones, siguió actuando por todo el país, a partir del año 2000 vuelve a tener regularidad discográfica, editando 6 trabajos a lo largo de la década.

## Discografía
- Muchacha (CBS) - 1970
- La Canción del Te Quiero (Microfón) - 1971
- Personalidad (Microfón) - 1972
- Qué Pasa Entre Los Dos (Microfón) - 1973
- Te Quiero Sólo Mía (Microfón) - 1974
- Carlos Torres Vila (Microfón) - 1975
- Muchas Veces Por Tí Lloro (Microfón) - 1976
- Consagración (Microfón) - 1977
- Qué Romántico (Microfón)  - 1979
- Me Vas a Echar De Menos (Microfón)  - 1981
- El Retorno de Carlos Torres Vila (Microfón) - 1982
- Cómo Antes (Music Hall) - 1983
- Soledad (Music Hall) - 1984
- Torres Vila '86 (Microfón)  - 1986
- Recuerdos (Microfón) - 1987
- Se Me Hace Agüita La Boca (Música & Marketing) - 1990 - compilado con 2 temas inéditos -
- Sentimientos (Magenta) - 1994
- Regreso (TV disc) - 2000
- Ámame Tal Cómo Soy (Arión Records) - 2001 - Reedición de Regreso con 2 temas adicionales -
- La Historia de Carlos Torres Vila (Músika) - 2005
- Carlos Torres Vila (GLD) - 2005
- Por Siempre Romántico (Voces Records) - 2007
- El Autor (DBN) - 2009

## Filmografía en Argentina[2]
- Argentinísima II (1973)
- La Playa del Amor (1979)
- La Carpa del Amor (1979)
- Los Éxitos del Amor (1979)
- Las Vacaciones del Amor (1981)
- En busca del brillante perdido (1986)